# Onthophagus dunningi
Onthophagus dunningi är en skalbaggsart som beskrevs av Edgar von Harold 1869. Onthophagus dunningi ingår i släktet Onthophagus och familjen bladhorningar. Inga underarter finns listade i Catalogue of Life.